# Agato

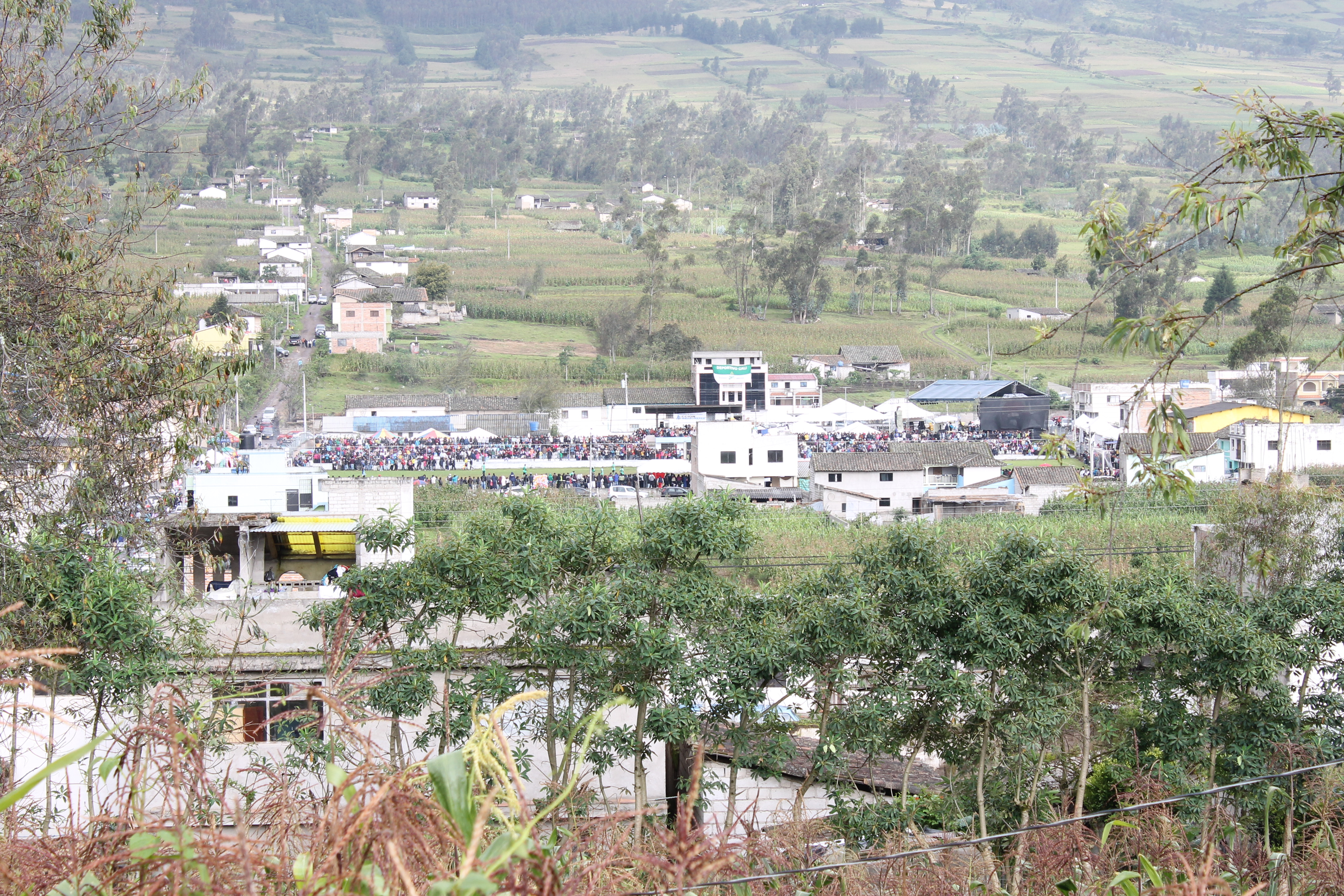
Comunidad kichwa de Agato

Agato es la comunidad indígena kichwa ubicada a los pies del monte Imbabura, en el Cantón Otavalo, Provincia de Imbabura, al norte de la República del Ecuador. Sus habitantes de tradición ancestral mindalae, viajan constantemente al extranjero, de manera especial a Colombia, España, México, Chile y otros tantos países alrededor del mundo, en calidad de comerciantes. El clima es andino y se destaca la producción agrícola de maíz, fréjol, papa, oca, quinua, chocho, entre otros productos.

## Etimología
La aproximación del significado de su nombre tiene algunas variantes, textos con autores como Aquiles R. Pérez (diccionario etnológico) y Alfredo Costales Samaniego (El Quishihuar), traducen a Agato  como palabra derivada de otras antiguas culturas y lenguas  que significa “llanura pedregosa”,  pero como dice el antropólogo Bergier y Powels en el libro “El retorno de los brujos”, Pág. 112 -113… “Mientras la arqueología sea sólo practicada por los arqueólogos no sabremos si la noche de los tiempos era oscura o luminosa”, razón por lo cual nos hemos acercado a las fuentes más fidedignas, que son nuestros yachaks, y se ha recopilado el lenguaje oral de la zona,  gracias a las investigaciones del  Centro de Sabiduría Ancestral Pakarinka Sisari; y el nombre de esta comunidad va tomando su significado real, como una llanura o espacio que da vida a la cultura.
Entonces Agato (Akatu) viene de las palabras: AKA que significa en kichwa el fermento del maíz, que sublimiza  o vulgariza el espíritu, y TU,  palabra connotada del tiu, que quiere decir tierra, arena, dominio. Dando como significado final: “Sitio donde se sublimiza al espíritu”.
Significado que enfatiza su particularidad como comunidad rebelde y luchadora, aquí se han generado grandes liderazgos y han surgido músicos que han enaltecido la música ancestral y tradicional, dentro y fuera del país, sin olvidarse de sus raíces ni de su tradición artesanal, comercial y agrícola.
- Datos: Q21006797